# Josefin Crafoord
Josefin Crafoord [kr’afoːɖ], född Leffler den 5 april 1973 i Göteborg, är en svensk programledare. Hon var mellan 2007 och 2012 en av programledarna i det dagliga morgonprogrammet VAKNA! med The Voice som sänds i Kanal 5 och radiokanalen The Voice.

## Karriär
Crafoords TV-karriär inleddes på ZTV 1992 där hon 19 år gammal började presentera musikvideor. På ZTV ledde hon även programmen Josefins värld, Västmannagatan 44, ZTV på väg och Kollo.
Hon syntes sedan i systerkanalen TV3 i programmet Silikon. Hon har efter det lett program i TV4 där hon även var programpresentatör. Hon har bland annat varit programledare i den svenska versionen av dokusåpan Paradise Hotel. Hösten 2006 var hon tillbaka på TV3 för att leda dejtingprogrammet Fling som dock lades ner i förtid efter bara några veckor i sändning. Under våren 2007 ledde Crafoord tillsammans med Erik Ekstrand programmet Snyggast i klassen på TV400.
Hösten 2007 gick hon till Kanal 5 för att leda morgonprogrammet Vakna! med The Voice tillsammans med Paul Haukka och Jakob Öqvist. Programmet är ett dagligt kombinerat TV- och radioprogram som även sänds på The Voice i Stockholm och på webben. Crafoord slutade som programledare för VAKNA! med The Voice i februari 2012.

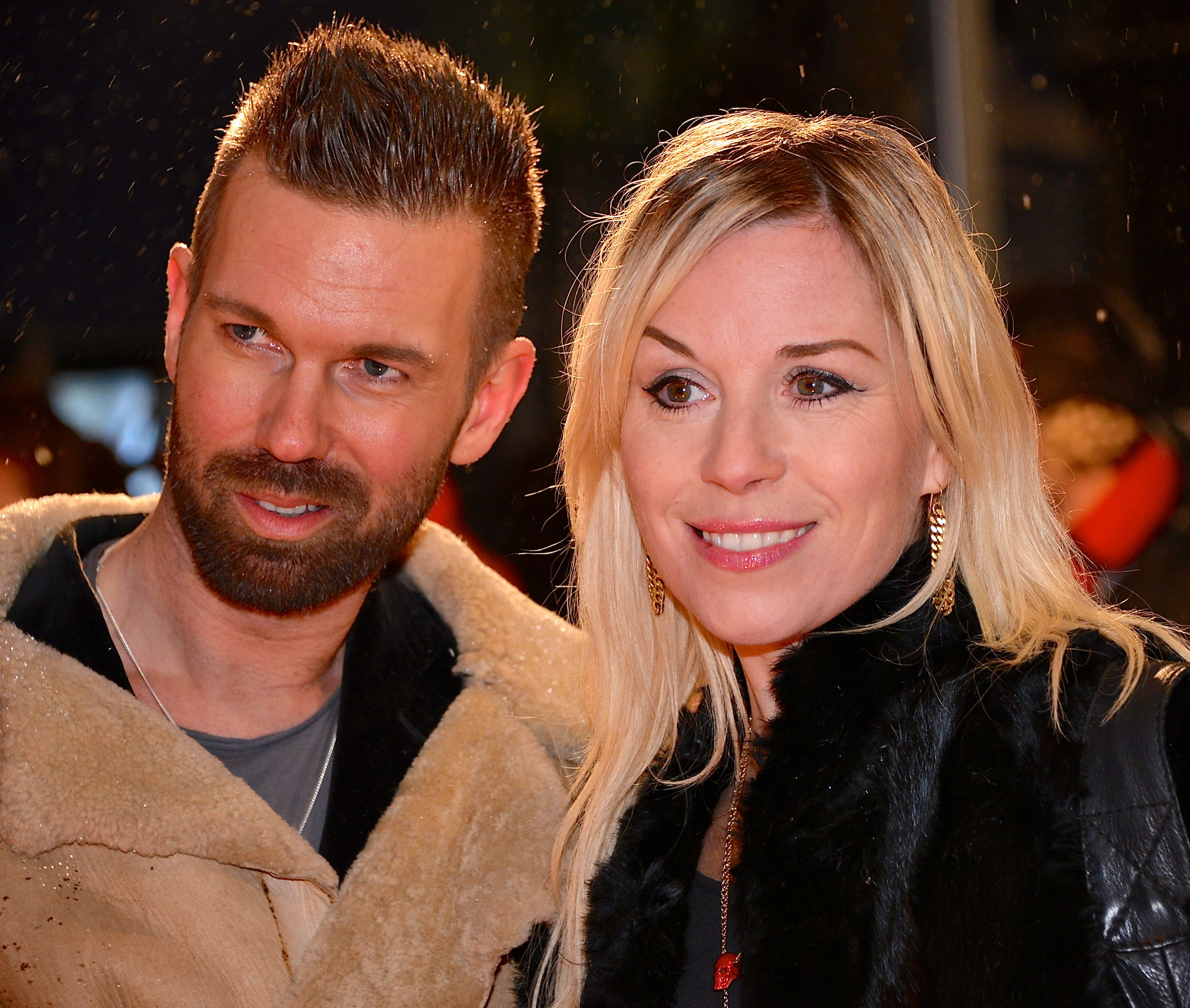
Martin Blix och Josefin Crafoord i Stockholm i december 2012.

Hösten 2007 satt hon med i kändispanelen i Kanal 5:s diskussionstävling Ranking the Stars. Hon har även varit bisittare i radioprogrammet Lantz i P3 på Sveriges Radio främst under perioden när Pontus Enhörning vikarierade för en då föräldraledig Annika Lantz. Crafoord har även varit medlem av eurodancegruppen Domenicer, som släppte bland annat låtarna Disco Dance (1999) och Dolce Marmelatta (2000).
Under sent 2008 medverkade Crafoord i TV4:s lördagsunderhållning Stjärnor på is där hon blev utröstad och fick lämna tävlingen i andra avsnittet 11 oktober 2008.
Efter sommaren 2012 arbetade Crafoord en del på Sveriges Radio, på radiostationen SR Metropol. Senare samma år deltog Crafoord i TV-programmet Kändishoppet på TV3.
Sedan hösten 2013 arbetar Crafoord för Aftonbladet TV. Hon började leda livsstilsprogrammet Wellness. Programmet blev populärt och det började sin andra säsong i februari 2014. Mellan 2013 och 2019 producerade hon tillsammans med Quetzala Blanco relationspodden Ihop med Josefin.
Sedan 2015 är hon programledare för "Mix Krysset" i Mix Megapol, och hon är dessutom en återkommande panelmedlem i morgonprogrammet Dilemma i samma kanal. Hon ställde upp i Sveriges värsta kändisbilförare 2015 och utsågs där till den sämsta föraren. Sedan 2020 sänder hon morgonprogrammet på radiostationen Star FM tillsammans med Jesse Wallin.

## Privatliv
Josefin Leffler gifte sig 1995 med musikern Wille Crafoord, och fick en son samma år. De skilde sig 1999, men hon valde att behålla efternamnet Crafoord. Mellan 2004 och 2012 var Josefin Crafoord tillsammans med Martin Aliaga, och de har en son född 2005.

## TV-program
- 1992-1995 Musikvideo-presentatör på ZTV
- 1992 – Videovalet, programledare (TV-serie)
- 2000 - Josefins Värld på ZTV, programledare (TV-serie)[22]
- 2001 – Silikon, programledare (TV-serie)
- 2004 – C/o Segemyhr, skådespelare (TV-serie)
- 2005 – Paradise Hotel, programledare (TV-serie)
- 2006 – Fling, programledare (TV-serie)
- 2007 – Snyggast i klassen, programledare (TV-serie)
- 2007 – Vakna med The Voice, programledare (TV-serie)
- 2008 – Stjärnor på is, deltagare (TV-serie)
- 2010 – Idol 2010, programledare (TV-serie)
- 2015 – Sveriges värsta kändisförare, deltagare (TV-serie)

## Teater

### Roller
| År   | Roll        | Produktion                        | Regi                | Teater                 |
| 1982 | Lillasyster | Agnes Bernauer Franz Xaver Kroetz | Johan Bergenstråhle | Stockholms stadsteater |